# آردیو
آردیو (انگلیسی: Rdio) یک سرویس موسیقی آنلاین، آگهی رایگان و اشتراک رایگان آگهی بود که در ۸۵ کشور جهان در دسترس بود. آردیو از طریق وب‌سایت و نرم‌افزار تلفن همراه برای موبایل‌های داری سیستم‌عامل اندروید، بلک‌بری، آی‌اواس و ویندوز فون در دسترس بود و کاربر می‌توانست با وصل شدن به سرورهای آردیو به صورت آنلاین موسیقی گوش بدهد، یا موسیقی مورد علاقه خود را دانلود کرده و به صورت آفلاین به موسیقی گوش بدهد. همچنین برای سیستم‌های رکو و Sonos در دسترس بود. این سرویس مبتنی بر وب همچنین به صورت بومی برای سیستم‌عامل‌های دسکتاپ مک‌اواس و ویندوز در دسترس بود و به عنوان یک برنامه در ویندوز استور نیز ارائه می‌شد.
در ۱۶ نوامبر ۲۰۱۵، آردیو بعد از ۱۱ فصل ورشکستگی که مجبور به پرداخت ۲۰۰ میلیون دلار شد اعلام کرد که قصد فروش خود به رادیو پاندورا را دارد. قیمت این خرید ۷۵ میلیون دلار نقد بود.